# Овари, Ласло
Ласло Овари (венг. Óváry László, р.1 февраля 1970) — венгерский борец вольного стиля, призёр чемпионатов Европы.

## Биография
Родился в 1970 году в Будапеште. В 1991 году занял 6-е место на чемпионате Европы, и 12-е — на чемпионате мира. В 1992 году занял 8-е место на чемпионате Европы, а кроме того принял участие в Олимпийских играх в Барселоне, где занял 10-е место. В 1994 году занял 4-е место на чемпионате Европы, и 7-е — на чемпионате мира. В 1995 году стал серебряным призёром чемпионата Европы, но на чемпионате мира занял лишь 23-е место.